# 足羽與志子
足羽 與志子（あしわ よしこ、1957年 - ）は、日本の文化人類学者。一橋大学名誉教授。政策研究大学院大学客員教授。専門は文化、宗教、アート、価値生成、文化政策、グローバリゼーション研究。研究地域は主としてアジア（スリランカ、中国、日本等）及び北米。2024年東アジア人類学会（Society for East Asian Anthropology）のFrancis H.K. Hsu Book Prize 特別賞受賞。

## 人物・経歴
静岡県静岡市出身。静岡雙葉高等学校卒業。1980年、大阪大学人間科学部卒業。コロンボ大学シンハラ学部大学院留学（ロータリー財団奨学生）、ハーバード大学人類学部大学院留学（フルブライト財団奨学生）を経て、1986年一橋大学大学院社会学研究科博士後期課程単位修得満期退学。1994年には論文「ベラワーの民族誌 :社会変化と経験世界」で一橋大学博士（社会学）取得。
1986年、神戸山手女子短期大学教養学科専任講師。1989年、厦門大学人類学系・外文系客員教師。1991年から1993年までハーバード大学人文科学研究科特任講師（新渡戸フェロー）。1995年、一橋大学社会学部助教授。1999年同大大学院社会学研究科教授。2021年同特任教授、一橋大学名誉教授。この間、コロンビア大学客員研究員（フルブライト上級フェロー）、厦門大学人類学系・外文系客員教師、コロンボ大学客員研究員等を歴任。アジア、ヨーロッパを中心に海外の多くの大学で講義、学術会議を行う。一橋大学社会学研究科地球社会専攻の新設メンバーの一人。同学部の「平和と和解の研究センター」を創設し、共同代表。
スリランカ研究者として、日本政府派遣選挙監視団副団長を務めるなど、同国の平和構築に著作と実践の両方を通じて貢献。また、現代中国の仏教復興と国家、仏教のグローバル化について長期のフィールドワークに基づいた先駆的な研究で知られる。幅広い文化研究を背景に、実践的な文化政策及び文化と政治との関係について政策提言も行う。2023年からシンガポール政府主催のThe International Conference on Cohesive Societiesの顧問を務める。文部科学省科学研究助成の研究代表の他、最近では米国のHenry Luce 財団委託研究　Chinese Buddhism in Globalization：States, Communities and the Practice of Religion (2020-2026) の研究代表としてプロジェクトを推進。

## 受賞
2024年には、David Wank との共著 Space of Religion: Temple, State and Communities of Buddhism in Modern China (Columbia University Press. 2023) が、東アジア人類学会（Society for East Asian Anthropology）のFrancis H.K. Hsu Book Prizeの特別賞受賞。また同書はアメリカ宗教学会（American Academy of Religion）Award for Excellence in the Study of Religion in Analytical-Descriptive Studies,の最終選考対象になる。

## 著書
- Metamorphosis of Chinese Buddhism of China’s New Era: Between State, Culture and Religion. Ed. by Yoshiko Ashiwa, David Wank, and Ji Zhe, Bloomsbury (2025)
- Space of Religion: Temple, State and Communities of Buddhism in Modern China. Co-Authored with David Wank, Columbia University Press (2023)
- Making Religion, Making the State; The Politics of Religion in Modern China. ed.by Yoshiko Ashiwa and David Wank, Stanford University Press（2007）

### 共編著
- Buddhism after Mao(eds. Ji Jia, others) University of Hawaii Press. (2019)
- 『平和と和解：思想、経験、方法』彩流社（2015）
- 『東アジアの未来』 一橋大学東アジア政策研究プロジェクト編  東洋経済社(2012)
- 『平和と和解の思想をたずねて』  共編著　大月書店　（2010）
- 『宗教人類学入門』弘文堂(2004)
- 『アメリカが語る民主主義』ミネルヴァ書房(2000)

### 翻訳、論文等
- ジェイムズ・クリフォード,ジョージ・マーカス『文化を書く』春日直樹/足羽與志子/橋本和也/多和田裕司/西川麦子/和邇悦子共訳 紀伊国屋書店(1996/2019)
- 「ファッション、宗教、美術館：メトロポリタン美術館特別展」『国立新美術館紀要No.5』（2018）
- 「スリランカにおける仏教寺院壁画と現代の寓話」　『国立新美術館紀要No.3』(2016)
- 「イメージを巡る比較と始原の探求について」(書評論文)　『国立新美術館紀要　No.2』(2015)

## 社会的活動
静岡県立大学グローバル地域研究センター・ガバナンス委員会委員、国立市男女共同参画社会調査委員会議長、国立市文化芸術条例策定委員会委員副議長、日本政府派遣スリランカ選挙監視団副団長、日本学術振興会特別研究員等審査会専門委員、国立新美術館評議員、ICOM日本委員会評議員、文部科学省教科用図書検定調査審議会委員、国際交流基金文化交流研究委員会委員